# Civitanova Marche
Civitanova Marche är en kommun i provinsen Macerata, i regionen Marche i Italien. Kommunen hade 42 476 invånare (2018)
) och gränsar till kommunerna Montecosaro, Porto Sant'Elpidio, Potenza Picena samt Sant'Elpidio a Mare.
Staden hette under antiken Cluana och var en picensk stad.